# Julius Siede
Julius Siede (* 1825 in Dresden, Sachsen; † 23. April 1903 in Auburn bei Melbourne, Victoria in Australien) war ein Komponist und Flötist. Siede bereiste zahlreiche Länder, bevor er sich im australischen Melbourne niederließ, wo er zahlreiche Männerchöre leitete und ein Leben als Berufsmusiker führte.

## Frühe Jahre
Er war der Sohn von August Siede, einem Friedensrichter, und seiner Frau Amalia. Da er sehr früh musikalisches Talent zeigte, konnte er bei dem Flötisten Anton Bernhard Fürstenau und bei den Komponisten Ernst Julius Otto (1804–1877) und Carl Gottlieb Reißiger (1798–1850) studieren.

## Deutsche Länder, Russland, USA, Kuba, Westindien und Mexiko
Da das Flötenspiel von Siede schnell beim Publikum anerkannt wurde, reiste er von 1846 bis 1847 durch deutsche Länder und Russland, einschließlich West-Sibirien. In den Jahren 1848 ließ er sich in Berlin nieder und ging im gleichen Jahr auf Tournee von 1846 bis 1847 in die USA. 1849 wurde er zum Musikdirektor des Castle Garden in New York ernannt. 1850 reiste er mit Jenny Lind durch die USA und Kuba. In den Jahren von 1851 bis 1852 reiste Siede mit Anna Bishop auf ihrer Tour durch die USA, Westindien und Mexiko. Anschließend lebte er in New York ungefähr bis ins Jahr 1855.

## Australien
1855 ging er mit Anna Bishop auf Tour nach Australien und begleitete sie vom Oktober 1856 bis in die Mitte des Jahres von 1857 auf Konzerten in Melbourne, Adelaide und Sydney. Sein erstes Solo führte er im Juli 1857 mit dem 'Grande Soirée Musicale' im Mechanics' Institute auf, im Oktober und November spielte er die Soirée erneut. Er heiratete am 11. Februar 1858 Anna, geborene Holzer, in Melbourne. Mit ihr hatte er zwei Töchter und fünf Söhne. Von 1858 an leitete er die frühen Aufführungen des irischen Schauspielers Gustavus Vaughan Brooke (1818–1866) am Theatre Royal und im November 1862 führte er Giacomo Meyerbeers Libretto Les Huguenots mit dem Opernimpresario William Saurin Lyster (1828–1880) wieder auf. Der britische Musiker Charles Edward Horsley (1822–1876) lobte Siede als den weltbesten Flötenspieler. Die Lyster Opera Company leitete er von 1865 bis 1871. Am 9. August 1870 trat er mit Horsley und dem irischen Organisten und Komponisten David Lee (1837–1897) als Veranstaltungsleiter bei der Eröffnung der neuen `Town Hall auf. Mit den Komponisten Carl Gottlieb Elsässer (1817–1885), Julius Herz (1841–1898) und anderen nahm er an vielen Wohltätigkeitskonzerten als Veranstaltungsleiter und Solo-Flötist teil.
Um 1872 wurde Siede zum Leiter der Melbourne Deutsche Liedertafel ernannt, die sich 1879 in zwei Liedertafeln aufspaltete. Siede wurde der Chormeister der Melbourne Liedertafel und war von 1879 bis 1889 der Leiter. Präsident der Melbourne Musical Association of Victoria wurde er 1879, die sich mit der Musical Society of Victoria verschmolz. Diese Musikgesellschaft ernannte ihn ab 1896 zum Vizepräsidenten. Auf der International Centennial Exhibition im Jahr 1889 war er Vorsitzender der Jury für Musikinstrumente.
Seine Gesundheit verschlechterte sich ab 1889 und er konnte seinen Unterhalt nicht mehr selbst bestreiten. Der Musiker Alberto Zelman (1832–1907) führte für ihn Benefizkonzerte durch und unterstützte ihn. Im Januar 1890 legte Siede seine Anstellung als Leiter der Liedertafel nieder.
Siede war auch ein Komponist, obwohl wenig über das Ausmaß seiner Arbeit bekannt ist. Er schrieb zwei Kantaten für die Melbourne Liedertafel: Hymn to the Night und Occultation of Orion. Er verfasste auch Musik für das Militär und auch drei Konzertouvertüren: Faust and Margarethe, Festival und Anthony and Cleopatra.